# Iglesia Metodista de Chile
La Iglesia Metodista en Chile (IMECH) es una de las confesiones cristianas del protestantismo chileno fundada en 1888 por el misionero metodista estadounidense William Taylor.  La iglesia pertenece al Concilio de Iglesias Protestantes Históricas de Chile.

## Historia
Los orígenes del metodismo chileno se remontan a 1877, cuando el misionero William Taylor llegó a Chile desde Estados Unidos en un primer viaje de evangelización, con el objetivo de crear una Misión de la Iglesia Metodista. En su estadía en el país encontró un interés de fundar colegios no católicos para liberales e hijos de inmigrantes y de realización de cultos y servicios religiosos en inglés. Garantizó el sostenimiento financiero de pastores y maestros Metodistas, por parte de algunos patrocinadores y regreso a su país para reclutarlos.
La obra educativa y religiosa en inglés se inició en Tacna, Iquique, Antofagasta en 1878, aunque quedó totalmente deshecha por causa de la Guerra del Pacífico. Tampoco sobrevivió la obra iniciada en Copiapó, aunque se mantuvo por casi 20 años. La obra iniciada en Coquimbo, Concepción en 1878 y en Santiago en 1880 continuó sin interrupción, y se reinicio con éxito en Iquique en 1884. Pero todo fue a costa de grandes sacrificios por lo inadecuado e incierto del sostén de los misioneros y la falta total de ayuda al producirse problemas de salud.
Solo en 1888 fue posible empezar cultos regulares en español en Iquique, la Serena y Concepción, iniciándose así congregaciones organizadas como iglesias locales en las dos primeras ciudades en 1890, y en Concepción en 1893. La Incorporación de Juan Canut de Bon como pastor evangelista en La Serena en 1890, el primero en dedicar su tiempo exclusivamente a la obra religiosa, fue decisiva para el desarrollo del Metodismo en Chile. Su predicación elocuente y polémica, la violenta persecución de la cual fue objeto en la Serena, publicitó la presencia de la Iglesia, y en sus pastorados en Concepción en 1893, y en Angol 1894 y 1895, su palabra también llegó a Temuco y la mayoría de los pueblos entre Concepción y Nueva Imperial. En 1890 la Iglesia Metodista Episcopal incorpora la Misión "Distrito de Chile". Otro misionero metodista en la región fue el ingeniero agrónomo y científico Dillman S. Bullock, quien fundó una escuela agrícola de instrucción religiosa metodista en el Fundo El Vergel de Angol, con el propósito de profesionalizar la labor del campesinado en la zona a comienzos del siglo XX, además del museo que lleva su nombre en el mismo predio.
El 26 de abril de 1925 se inauguró la Primera Iglesia Metodista de Santiago, marcando un hito para el metodismo en la capital chilena. En 1969 se organiza como iglesia automona de la Iglesia Metodista Unida de EE. UU.
En 2001 fue nombrado como el primer Capellán Evangélico del Palacio de La Moneda al Obispo de la Iglesia, Neftalí Aravena.

## Obispos de la Iglesia

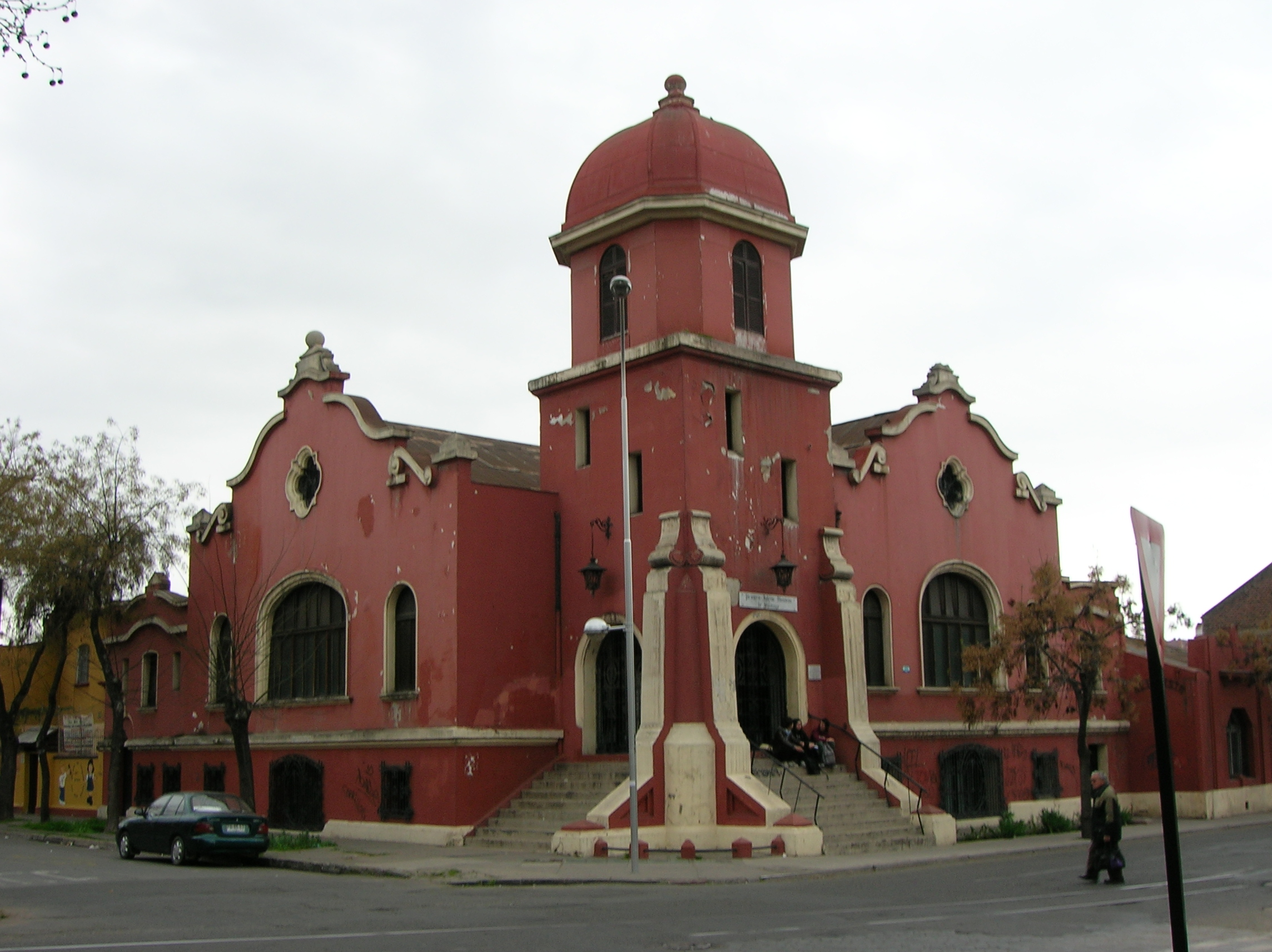
Primera Iglesia Metodista de Santiago

Obispos de la Iglesia Metodista de Chile han sido
Conferencia Anual de Sudamérica
- FitzGerald, J.N. 1895-1896
- Vincent, John H. 1897

Conferencia Misionera de Sudamérica Occidental
- Warren, Henry W. 1898-1899
- Ninde, William Xavier 1900
- MacCabe, Charles C. 1901-1902
- Joyce, Isaac 1903-1904

Conferencia Anual Andina (de Los Andes)
- Neely, Thomas Benjamin 1905-1908

Conferencia Anual de Chile
- Bristol, Frank 1909-1912
- Stuntz, Homer C. 1913-1916
- Oldham, William F. 1917-1928
- Miller, George Amos 1928-1935
- Gattinoni, Juan E. 1936
- Elphick Valenzuela, Roberto 1936-1941
- Ballock, Enrique 1942-1953
- Sabanes, Julio M. 1953-1959
- Smith, Angie W. 1960 y 1962
- Stockwell, B.Foster 1961
- Zottele Clark, Pedro 1962-1969

Iglesia Metodista de Chile
- Valenzuela Arms, Raimundo 1969-1973
- Vásquez del Valle, Juan 1973-1981
- Isaías Gutiérrez Vallejos 1981-1989
- Gnadt Vitalis, Hellmut 1989-1993
- Aravena Bravo, Neftalí 1993-2002
- Grandón Seguel, Pedro 2002-2006
- Aravena Bravo, Neftalí 2006-2010
- Martínez Tapia, Mario 2010-2014
- Correa Montecinos, Pedro 2014-2017
- Merino Riffo, Jorge 2018 a la fecha